# 森健次郎

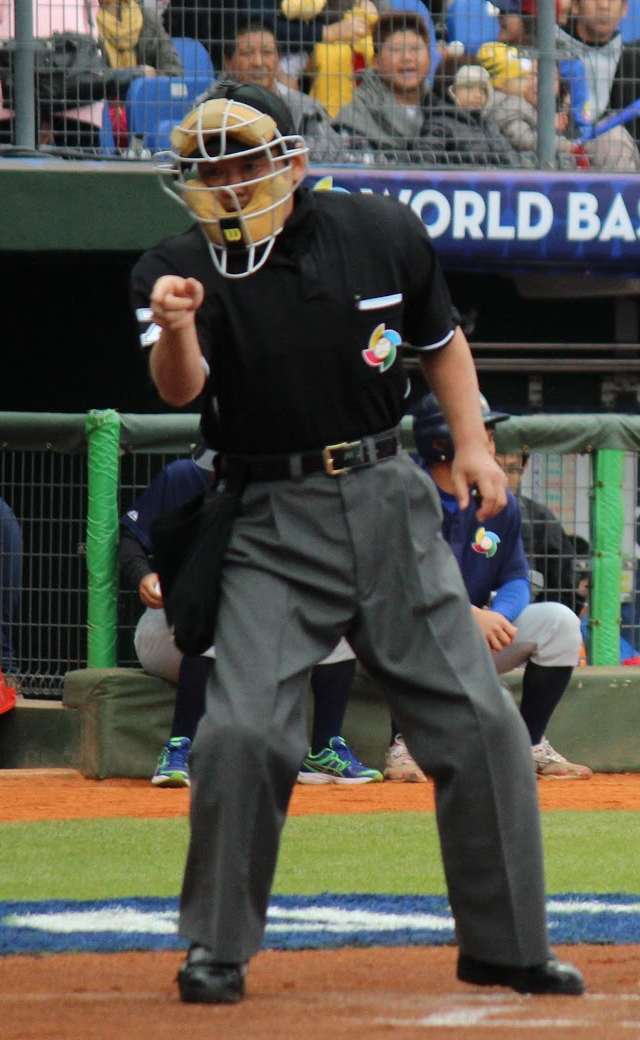
第3回WBC、台湾対オーストラリア戦で球審を務める森健次郎（2013年3月2日）

森 健次郎（もり けんじろう、1964年（昭和39年）1月22日 - ）は、日本のプロ野球審判員。現役引退時の審判員袖番号は27。2023年シーズンよりNPBの審判長を務める。東京都世田谷区出身。

## 来歴・人物
国士舘高等学校では野球部でマネージャーを務め、国士舘大学、森商事、東都大学野球審判員を経て、1988年にセントラル・リーグ審判部に入局 した。審判員袖番号は27（1988年初採用から）、笠原昌春と同様にセ・リーグが審判員に袖番号を採用した初年度に入局した審判員である。
身長はさほど高くなく、がっちりした体型である。全体的にストライクゾーンがかなり広く、特に外角はMLBの審判並みにワイドと言われている。球審を務める際の構えは2006年まではシザーススタンス、2007年以降はスロットスタンスで構えている。またマスクは黄色パッドを使用している。
2006年8月17日に通算1000試合出場を、2017年4月25日には史上65人目となる通算2000試合出場を達成した。
2022年6月11日　北海道日本ハムファイターズ対中日ドラゴンズ2回戦で三塁塁審を務め通算2500試合出場を達成した。
2020年シーズンより、同年時点で審判長の友寄正人が2013年に務めて以来のシニアクルーチーフの役職に昇進。
2023年シーズンより友寄正人に変わりセ・パ統合後では井野修、友寄正人に続く3代目NPB審判長に就任した。

## エピソード

### セ史上初の開幕戦先頭打者初球本塁打
2007年3月30日の横浜ベイスターズ対読売ジャイアンツ第1回戦（横浜スタジアム；シーズン開幕戦）で球審を務め、巨人・高橋由伸のセ・リーグ史上初（パシフィック・リーグを含めても1962年の衆樹資宏以来史上2例目）となる開幕戦先頭打者初球本塁打を見届けた。

### 3ボール、なのに四球
2007年7月29日の東京ヤクルトスワローズ対中日ドラゴンズ第17回戦（明治神宮野球場）において球審を務めた森は、3回裏の打席でボールカウントが2-3 となった時点で一塁へ向かった青木宣親を呼び止めることなく、そのまま一塁に出塁させてしまった。青木の証言によれば、2-1 からファウルボールを打った後にスコアボードの表示が2-2 になっており、選手も4人の審判員もそれを信じ、打者の青木や投手の中田賢一を含め誰も疑問を持たなかったようである。とはいえ、球審はボールカウントおよびアウトカウントを表示するインジケーター（操作は球審自身が行う）を携行しながら試合に臨んでいるのだから、スコアボード表示が誤っていたからといって球審の責任が無くなるわけではない。
なお、野球規則では次打者の田中浩康に第1球が投じられた時点で青木の四球は正当なものとなり、記録は訂正されない。
この事件に関し、セントラル・リーグの豊蔵一会長は、森を含む4人の審判員（森、小林和公、佐々木昌信、深谷篤）に対し、審判員の任務を怠ったとして厳重戒告処分を下した。

### 初のビデオ判定担当
2010年3月27日の読売ジャイアンツ対東京ヤクルトスワローズ第2回戦（東京ドーム）に責任審判として二塁塁審で出場した。9回表（ヤクルトの攻撃）にアーロン・ガイエルのバックスクリーンへの打球を笠原昌春三塁塁審が二塁打と判定したが、森は責任審判として公式戦初のビデオ判定を行い、本塁打と判定し自らジェスチャーと場内アナウンスをした。

### 体調不良による交代
2010年4月27日の中日ドラゴンズ対読売ジャイアンツ第4回戦（ナゴヤドーム）において球審として出場していたが、風邪をひいたことによる発熱と過換気症候群のため試合中に体調が一時的に急激に悪化。森の体調不良を見抜いた中日の落合博満監督が交代を勧め、2回表が終了した時点で途中交代した。引き上げる際には壁に手を着くようにしてゆっくりと引き上げていった。これにより二塁塁審の名幸一明が急遽球審に回り、控えだった橘高淳が二塁塁審を担当し試合が再開された。その後森は短い休養を経て、5月3日の巨人対ヤクルト（東京ドーム）で無事復帰した（二塁塁審）。

### 日本人審判員が初のWBC球審
2013年3月に行われた第3回ワールド・ベースボール・クラシック（WBC）で、森は日本野球機構から派遣され、日本人として初めて球審を務めることになった。
WBCは過去2大会においてもMLBの審判員しか球審を認めていなかったが、審判コーディネーターのラリー・ヤングが日本の審判技術を評価して「日本の審判員に球審を」と求めてきた事により実現され、森は「侍ジャパンの合宿などで準備してきて体調は万全。ワクワク、ドキドキですが、しっかり仕事をして次回の大会にもっと多くの日本の審判が出場して球審をできるよう頑張りたい」と抱負を述べ、3月2日の1次ラウンドB組（台湾・台中）の開幕戦、台湾対オーストラリア戦で球審を務めた（その前日の2月26日のB組出場国の練習試合（台湾・台中）でも球審を務めた）。前述の開幕戦を含め、B組の4試合に出場した。

### 20年ぶりの日没コールドゲーム
2019年8月28日に釧路市民球場で開催された北海道日本ハムファイターズ対埼玉西武ライオンズ第23回戦で球審を務めたが、同球場には夜間照明設備がなく、当日は濃霧注意報が発令されていた事もあって、8回表の西武の攻撃中にプロ野球公式戦としては20年ぶりとなる日没によるコールドゲームを宣告することとなった。森は「初めての経験で判断が難しかった。ファンも楽しみにしており、できるなら最後までやりたかった」とコメントを残している。

## 審判員出場記録
- 初出場：1991年10月10日、横浜大洋ホエールズ対阪神タイガース第25回戦（横浜スタジアム）、三塁塁審
- 通算1000試合出場：2006年8月17日、読売ジャイアンツ対東京ヤクルトスワローズ第16回戦（東京ドーム）、三塁塁審
- 通算2000試合出場：2017年4月25日、中日ドラゴンズ対東京ヤクルトスワローズ第3回戦（豊橋市民球場）、三塁塁審
- 出場試合数：2554試合
- オールスターゲーム出場：4回 - 2000年（第2戦で球審）、2004年、2012年、2018年
- 日本シリーズ出場：6回 - 2001年（第4戦で球審）、2002年、2005年、2009年（第2戦で球審）、2013年（第6戦で球審）、2019年（第1戦で球審）
- 東京2020オリンピック

（記録は2022年シーズン終了時）